# 54439 Топіка
54439 Топіка (54439 Topeka) — астероїд головного поясу, відкритий 29 червня 2000 року.
Тіссеранів параметр щодо Юпітера — 3,364.
Названо на честь Топіки (англ. Topeka) — столиці штату Канзас, США.